# Bilenke, Zaporijjea
Bilenke (în ucraineană Біленьке) este localitatea de reședință a comunei Bilenke din raionul Zaporijjea, regiunea Zaporijjea, Ucraina.

## Demografie
Componența lingvistică a localității Bilenke
     Ucraineană (83,9%)
     Rusă (15,39%)
     Alte limbi (0,04%)
Conform recensământului din 2001, majoritatea populației localității Bilenke era vorbitoare de ucraineană (83,9%), existând în minoritate și vorbitori de rusă (15,39%).